# Maurice Kamga
Pour les articles homonymes, voir Kamga.
Maurice Kamga, né le 12 mai 1967 à Bandjoun (Cameroun) est un diplomate et universitaire camerounais spécialisé en droit international public.

## Carrière
En 1994, il est lauréat de la dotation Hamilton S. Amerasinghe (en) des Nations Unies (9e édition) ce qui lui permet de mener des travaux en droit de la mer en tant que chercheur invité à l'Institut universitaire de hautes études internationales (Genève). En 2003, il y obtient un doctorat sous la direction de Lucius Caflisch (en). En 2017, il passe une habilitation à diriger des recherches à l'Université Paris-Nanterre sous la direction d'Alain Pellet,.
GEn 2008, il devient juriste auprès de la Cour internationale de Justice.
Il est élu au Tribunal international du droit de la mer par les Etats parties à la Convention en août 2020. Prêtant serment en octobre de la même année, il en devient le plus jeune juge.

## Publications
- Maurice Kamga, Délimitation maritime sur la côte atlantique africaine, Bruxelles, Bruylant, 2006, 317 p., (ISBN 2-8027-2245-X)